# Le Cauchemar (Füssli, Francfort-sur-le-Main)
Pour les articles homonymes, voir Cauchemar (homonymie).
Le Cauchemar est un tableau réalisé par le peintre britannique d'origine suisse Johann Heinrich Füssli en 1790-1791. Cette huile sur toile, variante d'un Cauchemar antérieur, représente une femme allongée et son cauchemar. Elle est conservée à la maison de Goethe, à Francfort-sur-le-Main.

## Postérité
Le tableau fait partie des « 105 œuvres décisives de la peinture occidentale » constituant le musée imaginaire de Michel Butor.